# Rupi Quest
Le rupi Quest sono una serie di picchi e pareti rocciose situate nella regione centrale della dorsale dei Geologi, situata nella Terra di Oates, in particolare in corrispondenza della costa di Shackleton. Questa serie di rupi è disposta in direzione nord-sud e si estende in questa direzione per circa 21 km, affacciandosi verso est e arrivando all'altezza massima di 2370 m s.l.m. in corrispondenza della vetta del monte Ronca, il più alto dell'intera dorsale.

## Storia
Avvistate per la prima volta dai membri della squadra settentrionale della spedizione neozelandese di ricognizione antartica svolta nel periodo 1961-62, le rupi Quest sono state così battezzate dai membri della stessa squadra in onore della spedizione Quest, condotta negli anni 1921-1922 e comandata da Ernest Shackleton.